# Jean Rémusat
Jean Rémusat (1815-1880) was een Frans fluitist, componist en dirigent.
Rémusat was leerling van Jean-Louis Tulou aan het Conservatorium van Parijs. Hij was eerste fluitist in het orkest van het Queen's Theatre in Londen en later van het Théâtre Lyrique in Parijs. De enige gouden fluit van de beroemde Franse fluitbouwer Louis Lot werd gemaakt voor Jean Rémusat in opdracht van de Philharmonische vereniging in Shanghai, als dank dat hij voorzitter wilde worden. Hij hielp om het Symfonieorkest van Shanghai te formeren en was dirigent vanaf de oprichting in 1879 tot aan zijn dood.
Jean Rémusat is de vader van de schilder Claude Rémusat.